# Lübecker Häusernamen
Die Lübecker Häusernamen dienten bis zur Einführung der Lübecker Hausnummern 1796 der Identifizierung von Gebäuden. Seit Gründung der Stadt trugen die einzelnen Häuser Eigennamen, die jedoch Änderungen unterworfen und nicht reglementiert oder dauerhaft festgelegt waren. Noch bis ins ausgehende 19. Jahrhundert waren einzelne markante Häusernamen parallel zur Nummerierung in Verwendung.

## Aegidienstraße
| Adresse                      | Adresse vor 1884 | Häusernamen und -bezeichnungen                                                                                             | Besonderheiten und Anmerkungen | Abbildung |
| Hausnummer nicht ermittelbar |                  | 1768: Das weiße Pferd |                                |           |
| Aegidienstraße 3             |                  | 1490–1587: De Kroch thom Nyenschaden 1587–1704: De rode Osse 18. Jahrhundert: Die Stadt Hannover 1804: Der römische Kaiser |                                |           |
| Aegidienstraße 9             |                  | 1686: Die schwarze Krähe                                                                                                   |                                |           |
| Aegidienstraße 15            |                  | 18. Jahrhundert: In der Rose                                                                                               |                                |           |
| Aegidienstraße 22            |                  | 16.–18. Jahrhundert: Geverdeshof                                                                                           |                                |           |
| Aegidienstraße 25            |                  | Seit 1539: Carstens Armengang                                                                                              |                                |           |
| Aegidienstraße 34–36         |                  | 1460–1473: In den Gern |                                |           |
| Aegidienstraße 43            |                  | 1695: Im Kreuze 18. Jahrhundert: Das weiße Kreuz Nach dem 18. Jahrhundert bis 1839: Schuhmachergesellenherberge            |                                |           |
| Aegidienstraße 65            |                  | Seit 1561: Köhler's Armenhaus                                                                                              |                                |           |
| Aegidienstraße 67–69         |                  | 1491: Im Swane |                                |           |
| Aegidienstraße 79            |                  | 1448: Oldenstadesort |                                |           |

## Alfstraße
| Adresse      | Adresse vor 1884 | Häusernamen und -bezeichnungen | Besonderheiten und Anmerkungen | Abbildung |
| Alfstraße 35 |                  | 1838: Stadt Stockholm          | 1942 zerstört                  |           |

## Alsheide
| Adresse      | Adresse vor 1884 | Häusernamen und -bezeichnungen | Besonderheiten und Anmerkungen | Abbildung |
| Alsheide 1–3 |                  | 1470: Tom Byle                 |                                |           |

## Balauerfohr
| Adresse        | Adresse vor 1884 | Häusernamen und -bezeichnungen           | Besonderheiten und Anmerkungen | Abbildung |
| Balauerfohr 11 |                  | 1291: Lappe                              |                                |           |
| Balauerfohr 15 |                  | 17. und 18. Jahrhundert: Die drei Lilien |                                |           |
| Balauerfohr 18 |                  | 18. Jahrhundert: Die Hassel              |                                |           |

## Breite Straße
| Adresse          | Adresse vor 1884 | Häusernamen und -bezeichnungen | Besonderheiten und Anmerkungen | Abbildung |
| Breite Straße 77 |                  | tom Drakenstein                |                                |           |

## Engelswisch
| Adresse        | Adresse vor 1884 | Häusernamen und -bezeichnungen               | Besonderheiten und Anmerkungen | Abbildung |
| Engelswisch 13 |                  | Der Pott mit Pottgang, später Pockenhofsgang | Krughaus, abgängig             |           |
| Engelswisch 50 |                  | Schwan                                       | Brauhaus, saniert als Wohnhaus |           |

## Große Altefähre
| Adresse            | Adresse vor 1884 | Häusernamen und -bezeichnungen                           | Besonderheiten und Anmerkungen | Abbildung |
| Große Altefähre 7  |                  | 1428–1439: Ad campanam                                   |                                |           |
| Große Altefähre 32 |                  | 18. Jahrhundert: Der rothe Hahn 1822: Zum goldenen Anker |                                |           |

## Kleiner Bauhof
| Adresse           | Adresse vor 1884 | Häusernamen und -bezeichnungen          | Besonderheiten und Anmerkungen                                                                                             | Abbildung |
| Kleiner Bauhof 12 |                  | Bis 1819: Die Bauhofschmiede            | |           |
| Kleiner Bauhof 18 |                  | 1825–1862: Bäumerhaus am Oberwasserbaum | 1825 durch Umbau dreier kleinerer Einzelhäuser entstanden und bis zum Verkauf 1862 Dienstwohnung des Wasserbaum-Aufsehers. |           |

## St.-Annen-Straße
| Adresse                | Adresse vor 1884 | Häusernamen und -bezeichnungen                                                               | Besonderheiten und Anmerkungen | Abbildung |
| St.-Annen-Straße 4     |                  | 1292–1334: Frigidum cellarium 1821: Orthopädisches Institut 1872: Jenische Schule            | |           |
| St.-Annen-Straße 10–18 |                  | 1500–1563: Cismer'scher Hof                                                                  | |           |
| St.-Annen-Straße 12    |                  | 18. Jahrhundert (bis 1783): Hannoversches Posthaus                                           | |           |
| St.-Annen-Straße 13    |                  | 1366: Ritterhof 1548–1716: Wickedeshof 1783–1806: Hannoversches Posthaus 1811–1824: Synagoge | Nachdem bereits das vorherige Gebäude von der Franzosenzeit bis zur Vertreibung der Juden aus Lübeck 1824 als Synagoge genutzt worden war, entstand auf dem Grundstück 1879 die heutige Synagoge.                                                                                       |           |
| St.-Annen-Straße 14    |                  | Seit 1737: Posthof                                                                           | Erhielt seinen Namen, weil hier die Postkutschen des benachbarten hannoverschen Postamtes abgefertigt wurden. |           |
| St.-Annen-Straße 20    |                  | Bis 1834: Lüneburger Armenhaus                                                               | 1342 vom Ratsherrn Bertram Vorrade erworben und als Armenhaus eingerichtet; später ging die Verwaltung an die Patrizierfamilie Lüneburg über, von der das Haus seinen Namen erhielt. 1834 Abriss für den Neubau eines Wohnhauses für den Prediger des Zuchthauses im St.-Annen-Kloster. |           |